# 努诺·德尔加多
努诺·德尔加多（葡萄牙語：Nuno Delgado，1976年8月27日—），葡萄牙男子柔道运动员。他曾代表葡萄牙参加2000年和2004年夏季奥林匹克运动会柔道比赛，其中2000年奥运会获得一枚铜牌。